# Gurdżaani (gmina)
Gmina Gurdżaani (gruz. გურჯაანის მუნიციპალიტეტი) – jednostka administracyjna należąca do Kachetii w Gruzji. Siedzibą gminy jest miasto Gurdżaani. 

## Położenie
Gmina położona jest w centralnej części Kachetii, a jednocześnie we wschodniej części Gruzji. 

## Ludność
Na podstawie danych statystycznych z 2024 roku gminę Gurdżaani zamieszkiwało 49 900 osób. 